# Volčanski Ruti
Volčanski Ruti so naselje v Občini Tolmin.